# Louis Hjulmand

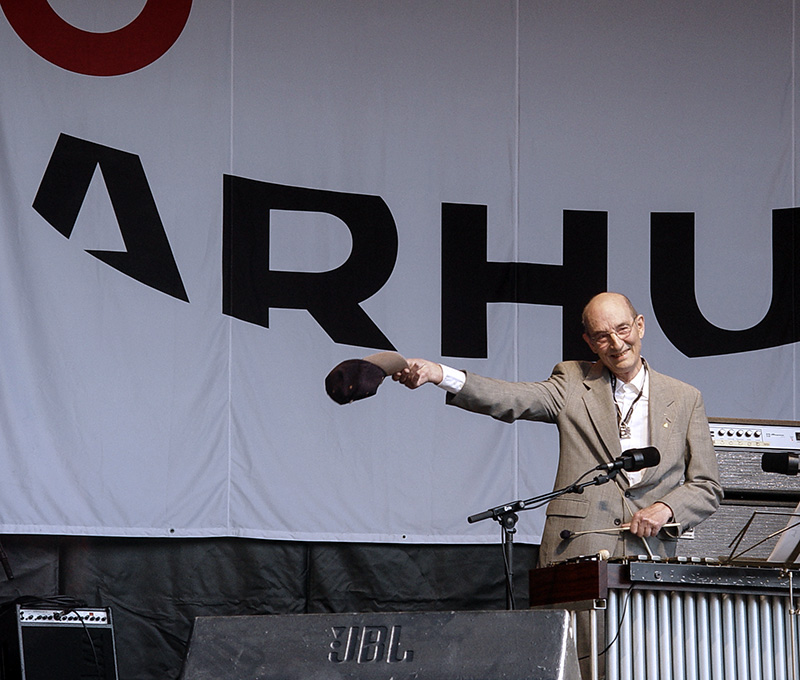
Louis Hjulmand
Aarhus Festival 2006

Louis Hjulmand (* 30. Juli 1932 in Århus; † 29. Dezember 2008 in Herlev) war ein dänischer Vibraphonist und Komponist im Bereich des Modern Jazz.

## Leben
Hjulmand war zunächst in der Jazzszene seiner Geburtsstadt aktiv, bevor er 1959 nach Kopenhagen zog. Dort begleitete er durchreisende Musiker wie Stan Getz, Brew Moore and Oscar Pettiford. Er leitete ein eigenes Quartett und nahm auch mit Oscar Pettiford und mit Niels-Henning Ørsted Pedersen in kleinen Formationen auf. Mit der Danish Radio Jazz Group ist er in Produktionen mit Sahib Shihab und Ray Pitts dokumentiert. Auch schrieb er die Musik für einige Film- und Fernsehproduktionen. Seit Ende der 1960er verdiente er seinen Lebensunterhalt in anderen Berufen, blieb aber als Amateurmusiker aktiv und gehörte zeitweilig zum Quintett von Poul Hindberg und zu Bands von Arne Astrup.

## Diskographische Hinweise
- Louis Hjulmand / Oscar Pettiford / Jan Johansson, Trio (Debut Records 1959)
- Louis Hjulmand, Bent Axen, Alex Riel, Benny Nielsen Jazz og Poesie (1963)
- Danish Radio Jazz Group Krakow Jazzklub, Poland 1966 (rec. 1966, ed. 2013)
- Niels-Henning Ørsted Pedersen & Louis Hjulmand Play With Us (1987)
- Fontana Presenting Louis Hjulmand (2006)